# Steve Swallow
Stephen W. Swallow  (New York, 4 oktober 1940) is een Amerikaanse jazzbassist.

## Biografie
Swallow groeide op in Fair Lawn en had als kind pianoles bij Howard Kasschau en trompetles, voordat hij op 18-jarige leeftijd wisselde naar de contrabas. Hij bezocht een particuliere school in New England, waar hij zijn eerste ervaringen opdeed in improvisatie met zijn medeleerling Ian Underwood. Aan de Yale University studeerde hij literatuur, maar ook compositie bij Donald Martino. Hij speelde daarnaast dixieland in studentenbands, waarmee hij Pee Wee Russell, Buck Clayton en Vic Dickenson begeleidde.
In 1960 ontmoette hij Paul en Carla Bley, met wie hij naar New York ging. Daar werkte hij met Paul Bley en het Jimmy Giuffre Trio, waar hij als gelijkwaardig, integraal deel van een band opviel (Free Fall). Bovendien trad hij op met het sextet van George Russell (Ezz-thetics), João Gilberto, Sheila Jordan en Benny Goodman, Marian McPartland, Chico Hamilton, Al Cohn, Zoot Sims, Clark Terry en Bob Brookmeyer.
In 1964 werd hij lid van het Art Farmer Quartet en begon hij te componeren. Van 1965 tot 1967 behoorde hij tot het Stan Getz Quartet, in 1968 werd hij lid van het Gary Burton Quartet, waarin hij werd aangespoord door Jerry Hahn om de contrabas te verruilen voor de e-basgitaar. Als lid van het Jazz Composer's Orchestra was hij betrokken bij de opname van Escalator over the Hill. Begin jaren 1970 ging hij voor drie jaar terug naar San Francisco, waar hij componeerde en bij wijlen optrad met Art Lande en Mike Nock. Van 1974 tot 1976 onderrichtte hij aan het Berklee College of Music in Boston. Hij trad op met muzikanten als Dizzy Gillespie, Michael Brecker, George Benson en Herbie Hancock en nam op in met Stan Getz, João Gilberto, Bob Moses, Steve Lacy en Michael Mantler.
In 1978 werd Swallow lid van de Carla Bley Band. Van 1980 tot 1984 werkte hij met John Scofield, deels in duet en deels als trio met Adam Nussbaum. Daarnaast produceerde hij albums met Karen Mantler, Lew Soloff en Niels-Henning Ørsted Pedersen en fungeerde hij vervolgens als co-producent voor Carla Bley (Night-Glo, Carla). Daarnaast werkte hij tijdens deze periode met Joe Lovano, Motohiko Hino, Ernie Watts, Michael Gibbs, Rabih Abou-Khalil, Paul Bley, Henri Texier, Michel Portal, Allen Ginsberg en Kip Hanrahan. Sinds 1991 woont hij samen met Carla Bley.
Van 1989 tot 1995 werkte Swallow vaak in een trio met Jimmy Giuffre en Paul Bley. Tijdens het London Jazz Festival in 1994 verzorgde de zangeres Norma Winstone een concert met zijn composities. In 1997 formeerde hij het Steve Swallow Quintet, waartoe Chris Potter, Ryan Kisor (later Barry Ries), Mick Goodrick en Adam Nussbaum behoorden. In hetzelfde jaar trad Swallow op met Trio 2000, waartoe Paul Motian en Chris Potter behoorden. Hij werkte onder andere met Henri Texier, Lee Konitz, Bob Brookmeyer, Glen Moore, Ettore Fioravanti en Michel Portal en produceerde een album met Christophe Marguet.
In 1998 werkte hij onder andere met Lee Konitz en Paul Motian, nam deel aan het jazzfestival in Kopenhagen, trad op met de Harvard University Jazz Band en de pianist Christian Jacob en werkte tournees af met Paul Motian's Electric Bebop Band, als trio met John Scofield en Bill Stewart en met Carla Bey.
In 1999 ondernam hij tournees met zijn eigen kwintet. Hij ging ook op tournee met Toots Thielemans, Kenny Werner, Norma Winstone, John Taylor, Ralph Towner, Carla Bley en Andy Sheppard. In 2000 trad hij op in Japan en Zuid-Amerika met Carla Bley, in Europa met Paulo Bellinati en in Europa en Noord-Amerika met Bobby Previte en John Scofield. In 2008 speelde hij als trio met Bley en de Britse saxofonist Andy Sheppard live in het New Yorkse Birdland (Songs With Legs). Het daaropvolgende jaar werkte hij met jazzwerkruhr. In 2010 was hij in trio met David Liebman en Adam Nussbaum en in kwartet met Gwilym Simcock in Europa.
Zijn composities werden vertolkt door muzikanten als Bill Evans, Mike Gibbs, Chick Corea, Stan Getz, Gary Burton, Art Farmer, Phil Woods, Jack DeJohnette, Steve Kuhn, Lyle Mays, Jim Hall en Pat Metheny.

## Onderscheidingen
Swallow werd in de criticipoll van Down Beat sinds 1983 en in de lezerspoll sinds 1985 meervoudig als leidende e-bassist onderscheiden, ook in de poll van Jazz Times.

## Discografie
- 1974: Hotel Hello met Gary Burton
- 1976: Home
- 1986/87: Carla
- 1988: Duets met Carla Bley
- 1989: The Life of a Trio: Saturday and Sunday met Jimmy Giuffre en Paul Bley
- 1991: Swallow
- 1992: Blue Camel met Rabih Abu-Khalil
- 1993: Go Together met Carla Bley
- 1994: Real Book
- ????: The Sultan's Picnic met R. Abu-Khalil
- 1995: Songs With Legs met Carla Bley en Andy Sheppard
- 1997: Deconstructed Steve Swallow Quintett
- 1998: Are We There Yet? met Carla Bley
- 2001: Damaged In Transit met Chris Potter en Adam Nussbaum
- 2014: Singular Curves met Ohad Talmor en Adam Nussbaum

- Bibsys: 1466412054107
- Bibliothèque nationale de France: cb139002100 (data)
- CiNii: DA12252510
- Gemeinsame Normdatei: 134534905
- International Standard Name Identifier: 0000 0001 1442 6465
- Library of Congress Control Number: n81072974
- MusicBrainz: d94cd4f9-3178-4cc5-9e96-c9306385ffb0
- Nationale Bibliotheek van Tsjechië: xx0120713
- Nationale Bibliotheek van Israël: 987007329595405171
- Nederlandse Thesaurus van Auteursnamen: 073763756
- Réseau des bibliothèques de Suisse occidentale: 02-A003878516
- Istituto Centrale per il Catalogo Unico: UBOV514172
- SNAC: w63f59g4
- Système universitaire de documentation: 15200419X
- Virtual International Authority File: 42026809
- WorldCat: E39PBJx4rCmj68BJf48Pxy6VG3